# Fc receptor

Fc receptor ve vazbě na protilátku

Fc receptor je receptor nacházející se na povrchu některých buněk imunitního systému – např. na makrofázích, NK buňkách, neutrofilech a žírných buňkách. Jeho název je odvozen od toho, že specificky váže Fc oblast protilátek. Rozlišují se různé typy Fc receptorů podle typu protilátky, který vážou (např. Fcγ váže IgG).
Funkce Fc receptorů jsou různé v závislosti na konkrétním druhu. Mnohé Fc receptory bílých krvinek se vážou na protilátky, které jsou navázané na poškozené buňce organismu nebo mikrobu. To vede k jejich fagocytóze (pohlcení) bílou krvinkou nebo zabití cytotoxickou aktivitou výše zmíněných buněk. Tzv. vysokoafinní FcɛRI receptor se vyskytuje na povrchu žírných buněk a váže IgE; po navázání antigenu na IgE dochází k uvolnění řady prozánětlivých látek a k stimulaci antigenní prezentace žírnými buňkami. Poly-Ig receptor umožňuje transport IgM a IgA přes epiteliární stěny.